# Tormentina
La tormentina è una vela utilizzata nei casi di burrasca. Di tessuto molto spesso e robusto, può sopportare facilmente venti superiori anche ai 40 nodi. 
Si issa al posto del genoa o fiocco in modo da ridurre fortemente la superficie velica.
Di ridotte dimensioni, è tagliata piatta in maniera da mantenere il grasso più in basso e più a poppa possibile. La penna non arriva all'inserzione strallo/albero. 
Oggi esistono diversi tipi di tormentine, alcune che si montano su stralli supplementari, altre su stralli in spectra o dyneema, la più recente e funzionale che "incalza" il genoa rollato.
Quest'ultima nata è un brevetto francese denominato Storm-Bag.